# Anna Bergh
Anna Sofia Bergh, född 20 juli 1878 i Landskrona, död där 2 oktober 1910, var en svensk organist och söndagsskolelärare. Hon var dotter till sergeanten Axel Fredrik Bergh och Sofia Bernhardina, född Ohrman.

## Psalmer
- Gud vi anropa dig nr 364 i Svenska Missionsförbundets sångbok 1920.